# About Schmidt
About Schmidt is een Amerikaanse tragikomedie uit 2002, geregisseerd door Alexander Payne. Deze baseerde het verhaal op het gelijknamige boek van Louis Begley. Jack Nicholson en Kathy Bates werden voor hun rollen beide genomineerd voor een Academy Award. De film won twee Golden Globes, waaronder een voor Nicholson persoonlijk. Daarnaast won About Schmidt zeventien andere filmprijzen.

## Verhaal
Warren Schmidt gaat met pensioen als actuaris bij Woodmen of the World, een levensverzekeringsmaatschappij in Omaha, Nebraska. Na een pensioneringsdiner vindt Schmidt het moeilijk om zich aan zijn nieuwe leven aan te passen, omdat hij zich nutteloos voelt. Hij ziet een televisiereclame over een pleegprogramma voor Afrikaanse kinderen, Plan USA, en besluit een kind te sponsoren. Hij ontvangt al snel een informatiepakket met een foto van zijn pleegkind, een kleine Tanzaniaanse jongen genaamd Ndugu Umbo, aan wie hij zijn leven vertelt in een reeks openhartige brieven.
Schmidt bezoekt zijn jonge opvolger, Gary Nordin, bij de levensverzekeringsmaatschappij om zijn hulp aan te bieden, maar het aanbod wordt beleefd afgewezen. Bij het verlaten van het gebouw ziet Schmidt de inhoud en dossiers van zijn kantoor, de som van zijn hele carrière, bij het vuilnis staan.
Hij beschrijft aan Ndugu zijn langdurige vervreemding van zijn vrouw Helen, die plotseling sterft aan een bloedklonter in haar hersenen net na hun aankoop van een Winnebago Adventurer-camper. Jeannie, zijn enige dochter, en haar verloofde, Randall Hertzel, arriveren uit Denver. Ze troosten hem bij de begrafenis, maar Jeannie hekelt hem later omdat hij zijn vrouw als vanzelfsprekend beschouwde, bijvoorbeeld door te weigeren de Winnebago volledig te betalen (Schmidt wilde de goedkopere Mini Winnie) en haar in een goedkope kist te begraven. Hij vraagt haar om terug in Omaha te komen wonen om voor hem te zorgen, maar ze weigert. Ondertussen probeert Randall Schmidt te verleiden om zijn geld te investeren in een project dat verdacht veel op een piramidespel lijkt.
Schmidt vindt dat zijn dochter beter zou kunnen krijgen dan Randall, een verkoper van waterbedden. Nadat het paar is vertrokken, wordt Schmidt overmand door eenzaamheid. Hij stopt met douchen, slaapt voor de televisie en gaat winkelen met een jas over een pyjama om diepvriesproducten in te laden. In de kast van zijn vrouw ontdekt hij enkele verborgen liefdesbrieven waarin ze haar lang geleden affaire met Ray Nichols, een wederzijdse vriend, onthult. In woede verzamelt Schmidt al haar bezittingen en schenkt ze aan een goed doel. Hij confronteert dan boos Ray voor zijn verraad.
Hij besluit alleen op reis te gaan in zijn nieuwe Winnebago om zijn dochter te bezoeken en haar te overtuigen niet met Randall te trouwen. Hij vertelt Jeannie dat hij vroeger vertrekt voor de bruiloft, maar ze maakt duidelijk dat ze hem daar pas vlak voor de ceremonie wil hebben. Schmidt besluit om plaatsen uit zijn verleden te bezoeken, waaronder zijn universiteitscampus en broederschap aan de Universiteit van Kansas en zijn geboorteplaats in Nebraska. Zijn ouderlijk huis is vervangen door een bandenwinkel. Terwijl hij overnacht op een camping, wordt hij uitgenodigd voor het diner door een vriendelijk en sympathiek stel, John en Vicki Rusk. Wanneer John vertrekt om wat bier te kopen, maakt Schmidt avances op Vicki, en vlucht in angst als ze hem onvermurwbaar afwijst.
Zittend op het dak van zijn camper tijdens een nacht, vergeeft Schmidt zijn overleden vrouw voor haar affaire en verontschuldigt zich bij haar voor zijn eigen tekortkomingen als echtgenoot. Op dat moment is hij verbaasd om een heldere meteoor door de lucht te zien schieten als een mogelijk teken van Helen dat ze hem vergeeft.
Met een gevoel van doelgerichtheid en energieke vernieuwing komt Schmidt aan in Denver, waar hij verblijft in het huis van Roberta, de moeder van Randall. Hij is geschokt door Randalls excentrieke, sociaal vreemde familie uit de lagere middenklasse (vergeleken met Schmidts achtergrond uit de hogere middenklasse) en probeert tevergeefs Jeannie van het huwelijk af te brengen. Schmidt zijn rug blokkeert nadat hij op Randalls waterbed heeft geslapen, wat Jeannie woedend maakt. Roberta verzekert Schmidt dat een duik in haar bubbelbad zijn rug zal helpen, maar hij vlucht nadat een naakte Roberta hem in het bubbelbad probeert te verleiden. De volgende dag woont Schmidt, uitgeput van een rusteloze nacht, de bruiloft bij en houdt een vriendelijke toespraak bij de receptie, waarbij hij zijn afkeuring verbergt.
Op weg naar huis vanuit Denver, schrijft Schmidt een brief aan Ndugu. Schmidt twijfelt aan wat hij in het leven heeft bereikt en betreurt dat hij binnenkort dood zal zijn, dat zijn leven voor niemand verschil heeft gemaakt en dat het uiteindelijk zal lijken alsof hij nooit heeft bestaan.
Thuis wacht een stapel post op hem. Schmidt opent een brief uit Tanzania. Het is van een non, die schrijft dat Ndugu zes jaar oud is en niet in zijn eentje Schmidts brieven kan lezen en beantwoorden, maar dat hij Schmidts financiële steun zeer waardeert. Een tekening van Ndugu is bijgevoegd, waarop twee lachende figuren, een grote en een kleine, elkaars hand vasthouden op een zonnige dag. Schmidt is tot tranen toe bewogen.

## Rolverdeling
| Acteur          | Personage         |
| --------------- | ----------------- |
| Jack Nicholson  | Warren R. Schmidt |
| Kathy Bates     | Roberta Hertzel   |
| Hope Davis      | Jeannie Schmidt   |
| Dermot Mulroney | Randall Hertzel   |
| June Squibb     | Helen Schmidt     |
| Howard Hesseman | Larry Hertzel     |
| Harry Groener   | John Rusk         |
| Connie Ray      | Vicki Rusk        |
| Len Cariou      | Ray Nichols       |
| Mark Venhuizen  | Duncan Hertzel    |
| Cheryl Hamada   | Saundra           |
| Matt Winston    | Gary Nordin       |
| Phil Reeves     | priester          |

## Trivia
- De film wijkt grotendeels, behalve de naam van Warren Schmidt, af van het oorspronkelijke verhaal in Begleys boek.